# 约翰·史密斯 (政治人物)
约翰·史密斯（英語：John Smith，1938年9月13日—1994年5月12日）。英国政治家，前工黨黨魁，于1992年至1994年馬卓安执政期间出任英國反對黨領袖。